# Estación de Église d'Auteuil
Église d'Auteuil es una estación del metro de París situada al oeste de la capital, en el XVI Distrito. Forma parte de la línea 10 situándose dentro del bucle de Auteuil. Con apenas 150 000 viajeros de media por año es la menos concurrida de la red. 

## Historia
Fue inaugurada el 30 de septiembre de 1913 con la llegada de la línea 8, que se convirtió en la actual línea 10 tras la reorganización de varias líneas realizada en 1937. 
Debe su nombre a la Iglesia Notre-Dame-d'Auteuil que se sitúa muy cerca de la estación
Sus pasillos fueron renovados en 2006.

## Descripción
Integrada en el bucle de Auteuil, esta estación dispone únicamente de una vía y de un andén lateral. En ella sólo se detienen los trenes que van en dirección a Boulogne - Pont de Saint-Cloud. 
Está diseñada en bóveda y revestida completamente de los clásicos azulejos blancos biselados del metro parisino. Su iluminación ha sido renovada empleando el modelo vagues (olas) con estructuras casi adheridas a la bóveda que sobrevuelan el andén proyectando la luz principalmente hacia arriba. La señalización por su parte usa la moderna tipografía Parisine donde el nombre de la estación aparece en letras blancas sobre un panel metálico de color azul. Por último, los escasos asientos de la estación son de color naranja,  individualizados y de tipo Motte.

## Accesos
La estación dispone de dos accesos:
- Acceso 1: a la altura de la plaza Théodore-Rivière
- Acceso 2: a la altura de la calle Wilhem.